# Francesco Andreini

Francesco Andreini, porträtt av Domenico Fetti.

Francesco Andreini, född omkring 1548 i Pistoia, död 1624, var en italiensk teaterdirektör och skådespelare. Han var gift med Isabella Andreini och far till Giovanni Battista Andreini.
Under Andreinis ledning utvecklades commedia dell'arte-gruppen I Gelosi till Italiens främsta, och truppen kom att möta stor uppskattning under sina uppträdanden på Hôtel de Bourgogne i Paris 1603-04. Som artist kom Andreini att röna sin största berömmelse i älskarroller, men övergick senare till att främst spela rollen av den skrytsamme men fege Il Capitano, från vilka roller han utgav sina monologer i Le Bravure del Capitano Spavento (1607).